# 日外アソシエーツ
日外アソシエーツ株式会社（にちがいアソシエーツ）は、東京都品川区に本社を置く出版社・情報提供会社。1965年創業。紀伊國屋書店を主要株主、総発売元とする。出版梓会、日本電子出版協会、日本書籍出版協会加盟。
辞書、事典、年鑑、資料集などを制作するとともに、書籍やCD-ROM、インターネットを介した検索サービスの形で提供している。
日外ドキュメンツ貿易として1965年に設立された。2016年に大田区から品川区に会社を移転。

## 事業
設立当初技術資料の輸入業や技術情報検索に携わったが、後に事業分野を国内の人文社会系に変え、社名も日外アソシエーツに変更した。以後、文献目録、人名事典、人物情報データベースなどを刊行・提供した。国立国会図書館監修『雑誌記事索引／人文社会編　累積索引版』を皮切りに図書館向けの参考図書（辞書・事典・書誌・目録・索引など）を継続的に刊行する。また、1979年より経済・産業関係の記事データベースの制作を始め、1986年よりオンラインサービス「NICHIGAI ASSIST」、1997年よりインターネットを介した「NICHIGAI/WEB」の提供を開始した。近年、専用Web API経由でデータベースを図書館の蔵書検索システム（OPAC）に組み込むASPサービスを提案している。この他、人名読みふり辞書ファイルなど、蓄積したデータの販売も行っている。

## 提供サービス

### nichigai/webサービス
magazineplus
国内で刊行された雑誌・論文情報データベース。国立国会図書館「雑誌記事索引」に加え、同索引に収録されていない学会年報・研究紀要・一般誌を収録。
bookplus
本の図書内容情報データベース。書誌情報と共に目次・要旨・あらすじ・著者紹介情報・表紙画像が収録される。
whoplus
日本人や外国人28万人（2016年7月現在）を収録した人物情報データベース

### デジタルコンテンツサービス（販売）
「BOOK」データベース
トーハン、日本出版販売、紀伊國屋書店と日外アソシエーツが共同構築する図書内容情報データベース。目次と帯情報を収録する。